# Ökologisches Trassenmanagement
Ökologisches Trassenmanagement bezeichnet die Bewirtschaftung von unter- oder oberirdischen Trassen, bei der die Maßnahmen zur Sicherung des Trassenzwecks (etwa Bahnverkehr, Stromübertragung, Gastransport) so geplant und umgesetzt werden, dass ein langfristiger Nutzen für Tier- und Pflanzenarten oder Lebensräume entsteht. Dies gilt sowohl für Erdkabel- oder Gasleitungstrassen als auch für oberirdische Leitungen wie Freileitungen, Bahn- oder Straßentrassen.
Das Management und die durchgeführten Maßnahmen folgen einem Pflege- und Entwicklungsplan, der naturschutzfachliche Entwicklungsziele für Arten oder Lebensräume festlegt (etwa Biotopverbund, Schutz, Entwicklung). Hierbei werden insbesondere passende Lebensräume für gefährdete, wertgebende und charakteristische Arten und deren funktionale Verbindung angestrebt. Nahegelegene Naturschutz-Schwerpunktgebiete oder vorliegende Naturschutz-Fachplanungen sollten einbezogen werden. Idealerweise werden Maßnahmen für ein effektives Trassenmanagement bereits im Planfeststellungsverfahren eingebracht und anschließend umgesetzt.
Das ökologische Trassenmanagement ist ein klassisches Arbeitsgebiet der Landschaftspflege und der Landschaftspflegeverbände sowie des haupt- und ehrenamtlichen Naturschutzes.

## Maßnahmenbereiche
Maßnahmen, die Bestandteil von ökologischem Trassenmanagement sein können:
Offenhaltung durch extensive Bewirtschaftung
- Extensive Beweidung[1] (dauerhaft, etwa mit Mutterkühen, oder als Weide für Wanderschafherden)
- Mahd nach naturschutzfachlichen Gesichtspunkten (Mahdzyklus und -technik)
- Standortabhängige Etablierung von Zwergstrauchheiden, Trocken- oder Magerrasen

Anlage gehölzbetonter Biotope
- Strukturierung gestufter Waldränder
- Niederwaldbewirtschaftung
- Waldriegel als Verbindung getrennter Waldbereiche
- Pflanzung und Pflege von Hecken
- Gebündelte Lagerung von anfallendem Totholz
- Maststandorte als Refugien in intensiv genutzter Ackerlandschaft

Maßnahmen für seltene Zielarten
- Pflanzung von Wildobstarten
- Einrichtung offener Bodenstellen für wärmeliebende Arten wie Eidechsen, Insekten oder Silbergras
- Anlage von Kleingewässern, etwa für Gelbbauchunken und Libellen

## Umsetzung in die Praxis
Der Deutsche Verband für Landschaftspflege (DVL) verfolgt in Zusammenarbeit mit Landschaftspflegeverbänden, Netzbetreibern und Planungsbüros das Ziel, aus dem Aus- und Umbau des Stromnetzes ökologischen Zusatznutzen zu generieren. Der DVL möchte Möglichkeiten aufzeigen, wie durch Pflege und Bewirtschaftung von Leitungstrassen wertvolle Biotopvernetzungsstrukturen geschaffen und die Trasse damit quasi das Rückgrat für die biologische Vielfalt bilden kann. Gleichzeitig kann auf den Trassen der Eingriff in die Landschaft vermindert oder flächensparend ausgeglichen werden. Trassenbereiche in Wäldern, die aus technischen Gründen einer Pflege bedürfen, treten besonders in den Fokus. Ausgleichsmaßnahmen für den Netzausbau sollen für die Verbesserung von Natura 2000-Flächen oder für die Umsetzung der Europäischen Wasserrahmenrichtlinie eingesetzt werden. Neben der Neuanlage von Biotopstrukturen (z. B. Mikroreliefgestaltung) kann auch eine extensive landwirtschaftliche Nutzung, etwa mit einer Ganzjahresbeweidung, die Vernetzung bestehender Biotope verbessern. Der DVL erwartet von diesem Vorgehen nicht nur einen Effekt für den Naturschutz, sondern auch eine bessere Akzeptanz in der Bevölkerung für diesen erforderlichen Eingriff zur stärkeren Nutzung erneuerbarer Energien. Dazu sollen auch Informationsangebote für die ansässige Bevölkerung beitragen.

## Projekte
Beim ökologischen Trassenmanagement bringen die Landschaftspflegeverbände ihre Kompetenz und Erfahrung im Spannungsfeld von Naturschutz und Landwirtschaft ein. Zusammen mit Praktikern aus Modellregionen werden Handlungsanleitungen für ein effektives Trassenmanagement erarbeitet. Projekte werden vom Bundesamt für Naturschutz mit Mitteln des Bundesministeriums für Umwelt, Naturschutz und Reaktorsicherheit gefördert.